# Cookie (canción de NewJeans)
"Cookie" es una canción del grupo femenino surcoreano NewJeans. Fue lanzada como el tercer sencillo de su EP debut homónimo el 1 de agosto de 2022.

## Antecedentes y lanzamiento
El 22 de julio de 2022, NewJeans lanzó por sorpresa el video musical de su primer sencillo, "Attention", sin haber proporcionado previamente información sobre el grupo. Al día siguiente, NewJeans anunció que lanzarían su primer EP homónimo el 1 de agosto de 2022. Este incluiría cuatro canciones, entre ellas dos sencillos adicionales. Cinco videos musicales, de los cuales cuatro se centraban en cada una de las integrantes, fueron publicados para su segundo sencillo, "Hype Boy", el 23 de julio. El 1 de agosto, el grupo lanzó su EP debut, acompañado por el video musical de su tercer y último sencillo, "Cookie".

## Composición
"Cookie" fue escrita por Gigi, Ylva Dimberg y Park Jin-su, quien también se encargó de los arreglos. La canción es una pista de R&B y pop, con un puente al estilo Jersey club construido sobre una base minimalista de hip hop. "Cookie" fue compuesta en la tonalidad de do mayor con un tempo de 157 pulsaciones por minuto.

## Recepción
Joshua Minsoo Kim de Pitchfork consideró "Cookie" como la "más interesante" del EP, describiéndola como "un ritmo ingrávido sobre cortejar a un enamorado". Escribiendo para The New York Times, Jon Caramanica ubicó la canción en el puesto número 11 de su lista de las 22 mejores canciones de 2022, elogiando "su naturalidad: sin maximalismo, sin dramatismo". Destacó cómo NewJeans "utiliza referencias contemporáneas al servicio de una idea retro" mediante el uso de Jersey club en "Cookie". Han Seong-hyun de IZM definió la canción como un "pequeño experimento para el siguiente paso" y comentó positivamente sobre su letra "extraña" y el ritmo "kitsch".

## Rendimiento en listas
En Corea del Sur, "Cookie" debutó en el puesto 14 del Circle Digital Chart en la semana del 31 de julio al 6 de agosto de 2022, y alcanzó su punto máximo en el puesto nueve en la semana del 11 al 17 de septiembre de 2022. La canción también alcanzó el puesto nueve en la lista Billboard Japan Heatseekers en la edición del 5 de octubre de 2022. En Singapur, alcanzó el puesto 15 en la lista RIAS Top Regional durante la semana del 3 al 9 de febrero de 2023. "Cookie" alcanzó el puesto 21 en el Vietnam Hot 100 en la edición del 18 de agosto de 2022. Además, llegó al puesto 198 en el Billboard Global Excl. U.S. en la semana del 27 de agosto de 2022.

## Listas

### Listas semanales
| Lista (2022–2023)                   | Mejor posición |
| ----------------------------------- | -------------- |
| Global Excl. U.S. (Billboard)       | 198            |
| Japan Heatseekers (Billboard Japan) | 9              |
| Regional de Singapur (RIAS)         | 15             |
| Corea del Sur (Billboard)           | 6              |
| Corea del Sur (Circle)              | 9              |
| Vietnam (Vietnam Hot 100)           | 21             |

### Listas mensuales
| Lista (2022)           | Mejor posición |
| ---------------------- | -------------- |
| Corea del Sur (Circle) | 9              |

### Listas anuales
| Lista (2022)           | Posición |
| ---------------------- | -------- |
| Corea del Sur (Circle) | 80       |

| Lista (2023)           | Posición |
| ---------------------- | -------- |
| Corea del Sur (Circle) | 58       |